# 西島大介
西島 大介（にしじま だいすけ、1974年10月5日 - ）は、日本の漫画家、イラストレーター、ライター、映像作家、音楽家。
東京都出身で広島県広島市育ち。既婚者で二児の父。2011年から第2の故郷である広島市に再転居。

## 概要
1990年代中盤から、「コミッカーズ」（美術出版社）などでイラストレーターとして活躍。2004年に『凹村戦争』で漫画家デビュー。以降、「SFマガジン」「ファウスト」など、サブカル系の文芸誌を仕事の舞台にしている。2015年3月に公開した映画『世界の終わりのいずこねこ』の共同脚本を手がけ、自らの手でコミカライズした同名作『世界の終わりのいずこねこ』がwebマガジン「ぽこぽこ」にて連載された。さらに、DJまほうつかい名義で、エレクトロニカの楽曲を発表、姫乃たまとの音楽ユニットひめとまほうとしても活動していた。

## 略歴
父親の仕事の関係で、各地を転々として育つ。幼稚園と中学・高校は広島育ち。広島市立井口中学校〜広島県立広島観音高校卒業後、上京。ライターの松谷創一郎は高校の同級生。
1993年 ソニー・ミュージック主催のDEPにマリオペイントで作った短編映像『SF旅行記』で入選。1997年 ウェブ上にてキョンシー・ビデオを扱った連載コラム『カムカム! キョンシーズ』を発表。1998年 MTVステーションIDコンテストに映像作品を応募し、入賞。
1999年8月 大塚ギチ、菊崎亮、コヤマシゲト、宮昌太朗とUNDERSELL ltd.設立。
2000年、『巨人のドシン解放戦線チビッコチッコ大集合』のゲーム・ムービー『巨人以上』の、監督・シナリオ・絵コンテ・キャラクターデザインなどすべてを担当。ラップにはまる。
2003年7月31日 UNDERSELL ltd.を退社しフリーランスとしての活動を始める。
2004年、『凹村戦争』を描き下ろしで早川書房より刊行。第35回星雲賞アート部門受賞。
2009年 漫画『世界の終わりの魔法使い』シリーズの描き下ろし原稿が、出版社により紛失されたという事件の経緯を漫画化した『魔法なんて信じない。でも君は信じる。』を刊行。夏に講談社BOX主催の漫画家養成企画「西島大介のひらめき☆マンガ学校」開始。
2013年、『すべてがちょっとずつ優しい世界』が第3回広島本大賞コミック部門で大賞を受賞。『すべてがちょっとずつ優しい世界』展を東京 AI KOKO GALLERYにて開催。
2018年、さやわか監修 マンガ家育成スクール「ゲンロン ひらめき☆マンガ教室」の“ひらめき☆プロデューサー”に就任。
2019年、西島大介プロデュース・原作によるアイドルプロジェクト「迷ゐゴ」が始動。2020年、個人電子出版レーベル「島島」を設立し、自作品の電子配信を開始。また、設立に至る経緯をエッセイ本「電子と暮らし」として刊行。

## 人物
- 趣味はREPHLEXの音源収集。
- 『新世紀エヴァンゲリオン』に多大な影響を受けたことから、自身をエヴァ世代と称する。また、『新世紀エヴァンゲリオン劇場版 Air/まごころを、君に』では、「無数の精子のように泳ぐ綾波」のシーンのCGモデリングを担当していた。
- 『土曜日の実験室―詩と批評とあと何か』のインタビューでは、『凹村戦争』は岡崎京子の影響が強いと述べている。また、読売新聞の「マイヒーロー&ヒロイン」のコーナーでは、『ヘルタースケルター』のりりこについて書いたことがあった。
- 実家は広島市にあり、2011年東日本大震災以降、同市西区へ家族で転居している[2]。

## 作品リスト
単行本
- くもはち。（講談社『メフィスト』2003年5月号 - 2005年1月号に連載、全6回、原案：大塚英志）
- 凹村戦争（早川書房、2004年／ハヤカワ文庫JA、2010年）
- 世界の終わりの魔法使い（九龍COMICS、河出書房新社、2005年）
  - 恋におちた悪魔----世界の終わりの魔法使いII（河出書房新社、2006年）
  - 影の子どもたち----世界の終わりの魔法使いIII（河出書房新社、2009年）
  - 小さな王子さま----世界の終わりの魔法使いIV（KCピース、講談社、2012年）
  - 世界の終わりの魔法使い　完全版（駒草出版、2020年 - 2022年、全6巻）
- ディエンビエンフー（ニュータイプ100%コミックス、角川書店、2005年）
  - ディエンビエンフー 0（単行本コミックス、角川書店、2014年） - 上記の再刊
  - ディエンビエンフー（IKKI COMIX、小学館、2007年 - 2017年、全12巻）
    - ディエンビエンフー（アクションコミックス、双葉社、2017年、全6巻） - 上記の再刊

  - ディエンビエンフー TRUE END（アクションコミックス、双葉社、2017年 - 2018年、全3巻）
- 土曜日の実験室―詩と批評とあと何か（INFASパブリケーションズ、2005年）
  - 土曜日の実験室＋－詩と批評とあと何か（ちくま文庫、筑摩書房、2015年）- 上記の文庫版
- アトモスフィア 上・下（ハヤカワSFシリーズ Jコレクション、早川書房、2006年）
- All aboutマンガっち（INFASパブリケーションズ、2007年）
- アトムちゃん（角川書店、2009年）
- 魔法なんて信じない。でも君は信じる。（大谷能生の論考を付属、太田出版、2009年）
- I Care Because You Do（KCピース、講談社、2012年）
- すべてがちょっとずつ優しい世界（KCピース、講談社、2012年）
- Young, Alive, in Love（ヤングジャンプコミックスDIGITAL、集英社、2013年 - 2014年、全3巻）
- All those moments will be lost in time（ハヤカワSFシリーズ Jコレクション、早川書房、2013年）
- 夏の彗星 西島大介コミックス未収録作品集（単行本コミックス、角川書店、2014年） - 以下の作品を収録（掲載順）
  - 夏の彗星（『新現実』Vol.3、角川書店、2004年）
  - サーフィン・オン・サイン・ウェーブ（『新現実』Vol.1、角川書店、2002年）
  - ジョージ・アダムスキー連続体（早川書房『S-Fマガジン』2003年7月号）
  - 宇宙（そら）色のブーケ（早川書房『S-Fマガジン』2005年7月号）
  - きみが僕のこと好きになってほしい（幻冬舎『ポンツーン』2001年11月号 - 2006年1月号に連載、全3回）
  - おりんとこりん（『新現実』Vol.2、角川書店、2003年）
  - むさしのジョギング日記（『モーニング・ツー』12号、講談社、2008年）
  - ふらんすジョギング日記（『モーニング・ツー WEB』2009年8月22日公開、講談社）
- 世界の終わりのいずこねこ（太田出版、2015年）
- コムニスムス（rn press、2023年）

単行本未収録漫画
- 空飛ぶリス（早川書房『S-Fマガジン』2001年1月号 - 12月号に連載、全12回）
- 妖怪小戦争（角川書店『エース特濃』Vol.9に掲載、原作：大塚英志、2004年）
- あたらしいうた（単行本未収録だが、画集『くらやみ村のこどもたち』に収録）
- 美術は静かに無題さんに語りかける。（広島市現代美術館ニュースレター『Untitled』Vol.2[8] - Vol.9） - 広島市現代美術館のnoteでも公開
- コロナくんの追憶（QJWeb、2022年、全6回）
- Me,Myself and I（comipo・DLsite comipo、2023年11月10日[9] - ）
- ほぼなむ？ ヴェトナム戦争の始まりと終わり（ほぼ日刊イトイ新聞、2025年4月30日[10]）

画集
- くらやみ村のこどもたち（宝島社、2014年）
- The ART of Điện Biên Phủ（グラフィック社、2016年）

絵本
- 試作品神話 全1巻（文：大塚英志、角川書店：2006年、角川文庫：2009年）

イラストコラム
- 遊星からの物体SEX（『ファウスト』Vol.1 - Vol.6 SIDE-Bに連載、講談社、2003年 - 2005年）
- X-JAPAN復活東京ドーム3DAYS「破壊の夜」完全レポート『破壊の夜は断じて勝ち組っ!?』（『ファウスト』Vol.7、講談社、2008年）

イラストカット
- 化物語（アニメ第11話エンドカード）
- ユリイカ 総特集†魔法少女まどか☆マギカ　魔法少女に花束を（2011年11月臨時増刊　口絵）
- つぐもも（アニメ第3話エンドカード）

他多数
表紙イラスト
- 定本 物語消費論（大塚英志  角川文庫：2001年）
- くもはち（大塚英志 角川書店：2003年）
- 龍太のとんでもない日々（2005年 - 2006年 学習研究社）
- 小説 アトム大使（大塚英志  角川つばさ文庫：2009年）
- アトムの命題――手塚治虫と戦後まんがの主題（大塚英志 角川文庫：2009年）
- 「自衛隊のイラク派兵差止訴訟」判決文を読む（大塚英志 ・川口創　角川グループパブリッシング：2009年）
- インシテミル（米澤穂信、文藝春秋、2007年）
- 科学と神秘のあいだ（菊池誠、筑摩書房、2010年）
- 陽だまりの彼女（越谷オサム、新潮文庫、2011）
- いとみち（越谷オサム、新潮文庫、2013）
- オールスイリ（文藝春秋、各号表紙）
- 全滅脳フューチャー! ! !（海猫沢めろん、幻冬舎文庫、2013）
- かにみそ（倉狩聡、ＫＡＤＯＫＡＷＡ、2013/角川ホラー文庫、2015）
- セカイ系とは何か（前島賢、星海社文庫、2014）
- ファンタズマゴーリア（岡崎祥久、講談社、2014）
- なりすまし（Team-J、TO文庫、2014）
- 絞首台の黙示録（神林長平、早川書房、2015）[11]
- ジ エンド オブ ザ ワールド（那須正幹、ポプラ社、2015）
- 今日はいぬの日（倉狩聡、ＫＡＤＯＫＡＷＡ、2015/角川ホラー文庫、2016）
- 渦森今日子は宇宙に期待しない。（最果タヒ、新潮文庫nex、2016）
- カロリーが足りません 終末食べあるきガイドブック 魔物グルメ編in池袋（大場鳩太郎、レジェンドノベルス 2020）
- アニメーションと国家──戦うキャラクター、動員されるアニメーター（雪村まゆみ、フィルムアート社、2025）

顔出しパネルのイラスト
- レモン（2019年、瀬戸田町観光案内所）

ラジオ
- 一隅の仕事びと（広島エフエム放送 2014年 インタビュアー）
- 西島大介のすべてがちょっとずつ優しいラジオ（2013年12月30日17:47～19:00、RCCラジオ）

キャラクター
- シノビー&ニン丸[12][13]（読売テレビキャラクター）
- ベネッセコーポレーション、進研ゼミ高2講座のキャラクター
- ビュフェくん（ベルナール・ビュフェ美術館45周年キャラクター）

アートワーク
以下、AZUMA HITOMIのジャケットイラスト、アーティストビジュアル、ミュージックビデオ内キャラクターデザインなどを担当
- ハリネズミ（AZUMA HITOMI、2011年）[15]
- きらきら（AZUMA HITOMI、2011年）

映画
- トムソーヤーとハックルベリーフィンは死んだ（2013）
- 世界の終わりのいずこねこ（2015）

エッセイ
- 電子と暮らし（双子のライオン堂、2020年）